# Peugeot 208
De Peugeot 208 is een automodel van Peugeot in de compacte klasse. De eerste generatie werd in 2012 gelanceerd en volgt sindsdien de Peugeot 207 op. In 2019 werd de tweede generatie gelanceerd. Daarbij is er voor het eerst een volledig elektrische versie van de 208 verkrijgbaar.

## Eerste generatie (2012-2019)
De eerste generatie Peugeot 208 werd op de autosalon van Genève gepresenteerd als concept-car. De 208 is compacter en goedkoper dan zijn voorganger, en weegt gemiddeld 173 kilo minder dan de 207. Deze opvolger, ontworpen door het team onder leiding van de Franse ontwerper Pierre Authier, kenmerkt zich door de nieuwe generatie van Peugeot-ontwerpen met onder meer een zwevende grille en boemerang-achtige led-achterlichten.
Binnenin kijkt de bestuurder niet door het stuur naar de instrumenten, maar bovenlangs het stuur. Het stuurwiel is wat kleiner, wat volgens Peugeot helpt om een gevoel van flexibiliteit en wendbaarheid te bieden. De 208 heeft een uitvoering met centraal gelegen aanraakscherm, waarmee opdrachten worden gegeven voor bijvoorbeeld navigatie en muziek.

### Uitvoeringen
De auto is uitgebracht als drie- en vijfdeurs hatchback in drie verschillende uitrustingsniveaus: 
- Access
- Active
- Allure

Daarnaast zijn er verschillende actiemodellen, zoals de XY, Like, GTI, GTI 30th en de GTI by Peugeot Sport.

### Benzinemotoren
|                                             | 1.0 VTi 68                  | 1.2 VTi 82                  | 1.4 VTi 95                  | 1.6 VTi 120                 | 1.6 THP 155                  | 1.6 THP GTi 200              |
| Productie                                   | september 2012-heden        | september 2012-heden        | april 2012-heden            | april 2012-heden            | september 2012-heden         | maart 2013-heden             |
| Motoreigenschappen                          |                             |                             |                             |                             |                              |                              |
| Motortype                                   | 3-cilinder in-lijn          | 3-cilinder in-lijn          | 4-cilinder in-lijn          | 4-cilinder in-lijn          | 4-cilinder in-lijn           | 4-cilinder in-lijn           |
| Brandstofinjectie                           | Indirecte brandstofinjectie | Indirecte brandstofinjectie | Indirecte brandstofinjectie | Indirecte brandstofinjectie | Directe brandstofinjectie    | Directe brandstofinjectie    |
| Turbo                                       | nee                         | nee                         | nee                         | nee                         | ja                           | ja                           |
| Cilinderinhoud                              | 999 cm³                     | 1199 cm³                    | 1397 cm³                    | 1598 cm³                    | 1598 cm³                     | 1598 cm³                     |
| Vermogen                                    | 50 kW (68 pk) bij 5750/min  | 60 kW (82 pk) bij 5750/min  | 70 kW (95 pk) bij 6000/min  | 88 kW (120 pk) bij 6000/min | 115 kW (156 pk) bij 6000/min | 147 kW (200 pk) bij 6000/min |
| Koppel                                      | 95 Nm bij 3000/min          | 118 Nm bij 2750/min         | 136 Nm bij 4000/min         | 160 Nm bij 4250/min         | 260 Nm bij 1750–4000/min     | 275 Nm bij 1700–4500/min     |
| Krachtoverbrenging                          |                             |                             |                             |                             |                              |                              |
| Aandrijving                                 | Voorwielaandrijving         | Voorwielaandrijving         | Voorwielaandrijving         | Voorwielaandrijving         | Voorwielaandrijving          | Voorwielaandrijving          |
| Transmissie                                 | handgeschakelde 5-bak       | handgeschakelde 5-bak       | handgeschakelde 5-bak       | handgeschakelde 5-bak       | handgeschakelde 6-bak        | handgeschakelde 6-bak        |
| Optionele transmissie                       |                             |                             |                             | [4-traps automaat]          |                              |                              |
| Meetwaarden                                 |                             |                             |                             |                             |                              |                              |
| Topsnelheid                                 | 163 km/h                    | 175 km/h                    | 188 km/h                    | 190 km/h [190 km/h]         | 215 km/h                     | 230 km/h                     |
| Acceleratie, 0–100 km/h                     | 14,0 s                      | 12,2 s                      | 10,5 s                      | 8,9 s [10,7 s]              | 7,3 s                        | 6,8 s                        |
| Brandstofverbruik per 100 km (gecombineerd) | 4,3 l                       | 4,5 l                       | 5,6 l                       | 5,8 l [6,7 l]               | 5,8 l [6,7 l]                | 6,4 l                        |
| CO2-emissie (gecombineerd)                  | 99 g/km                     | 104 g/km                    | 129 g/km                    | 134 g/km [154 g/km]         | 135 g/km                     | 145 g/km                     |
| EU-emissienorm                              | Euro 5                      | Euro 5                      | Euro 5                      | Euro 5                      | Euro 5                       | Euro 5                       |

### Dieselmotoren
|                                             | 1.4 e-HDi 68 Stop & Start             | 1.6 e-HDi 92 Stop & Start             | 1.6 e-HDi 92 2Tronic Stop & Start     | 1.6 e-HDi 115 Stop & Start            |                                 |
| Productie                                   | april 2012-heden                      | april 2012-heden                      | september 2012-heden                  | april 2012-heden                      |                                 |
| Motoreigenschappen                          |                                       |                                       |                                       |                                       |                                 |
| Motortype                                   | 4-cilinder in-lijn                    | 4-cilinder in-lijn                    | 4-cilinder in-lijn                    | 4-cilinder in-lijn                    |                                 |
| Brandstofinjectie                           | common-rail directe brandstofinjectie | common-rail directe brandstofinjectie | common-rail directe brandstofinjectie | common-rail directe brandstofinjectie |                                 |
| Turbo                                       | ja                                    | ja                                    | ja                                    | ja                                    |                                 |
| Cilinderinhoud                              | 1398 cm³                              | 1560 cm³                              | 1560 cm³                              | 1560 cm³                              |                                 |
| Vermogen                                    | 50 kW (68 pk) bij 4000/min            | 68 kW (92 pk) bij 4000/min            | 68 kW (92 pk) bij 4000/min            | 84 kW (115 pk) bij 3600/min           |                                 |
| Koppel                                      | 160 Nm bij 1750/min                   | 230 Nm bij 1750/min                   | 230 Nm bij 1750/min                   | 270 Nm bij 1750/min                   |                                 |
| Krachtoverbrenging                          |                                       |                                       |                                       |                                       |                                 |
| Aandrijving                                 | Voorwielaandrijving                   | Voorwielaandrijving                   | Voorwielaandrijving                   | Voorwielaandrijving                   |                                 |
| Transmissie                                 | handgeschakelde 5-bak                 | handgeschakelde 5-bak                 | gerobotiseerde 6-bak                  | handgeschakelde 6-bak                 |                                 |
| Meetwaarden                                 |                                       |                                       |                                       |                                       |                                 |
| Topsnelheid                                 | 163 km/h                              | 185 km/h                              | 185 km/h                              | 190 km/h                              |                                 |
| Acceleratie, 0–100 km/h                     | 13,5 s                                | 10,9 s                                | 10,9 s                                | 9,7 s                                 |                                 |
| Brandstofverbruik per 100 km (gecombineerd) | 3,8 l Diesel                          | 3,8 l Diesel                          | 3,8 l Diesel                          | 3,8 l Diesel                          |                                 |
| CO2-emissie (gecombineerd)                  | 87 g/km                               | 98 g/km                               | 98 g/km                               | 99 g/km                               |                                 |
| EU-emissienorm                              | Euro 5 & Euro 6 (adblue versie)       | Euro 5 & Euro 6 (adblue versie)       | Euro 5 & Euro 6 (adblue versie)       | Euro 5 & Euro 6 (adblue versie)       | Euro 5 & Euro 6 (adblue versie) |

### Hybride 208
In september 2013 presenteert Peugeot het studiemodel 208 Hybrid FE, die behalve de 1.2 VTi-benzinemotor ook een elektromotor aan boord heeft. De aerodynamica is geoptimaliseerd en remenergie wordt teruggewonnen. De Hybrid FE stoot slechts de helft aan CO2 uit (49 g/km) van de 208 1.0 VTi. Toch legt het studiemodel de sprint van 0–100 km/u af in 8 seconden, net zo snel als de 208 GTi.

## Tweede generatie (2019-heden)
In 2019 lanceerde Peugeot de tweede generatie van de 208, die voor het eerst te zien was op de Autosalon van Genève. Het model is langer, breder en lager dan de vorige generatie en is tot 30 kilo lichter. Technisch staat het model op het nieuwe CMP-platform, een platform dat ook geschikt is voor elektrische modellen. Ook de nieuwe Opel Corsa is gebaseerd op dit platform.

### e-208
Gelijktijdig met de introductie van de reguliere 208 introduceerde Peugeot ook de elektrische variant, de e-208. Deze variant is onder andere te herkennen aan de 'e' op de C-stijl. Doordat het accupakket van 50 kWh volledig in de bodem is weggewerkt, levert de e-208 geen interieurruimte in ten opzichte van de varianten met verbrandingsmotor. De elektromotor heeft een vermogen van 100 kW en de actieradius bedraagt 340 km volgens de WLTP-cyclus. Met driefasespanning en 11 kW moet de accu in 5 uur en 15 minuten volledig zijn opgeladen. Met enkelfase en 7,4 kW is de accu pas na 8 uur vol. Aan een snellader moet de accu in een half uur voor 80 procent zijn bijgeladen.

### Afbeeldingen

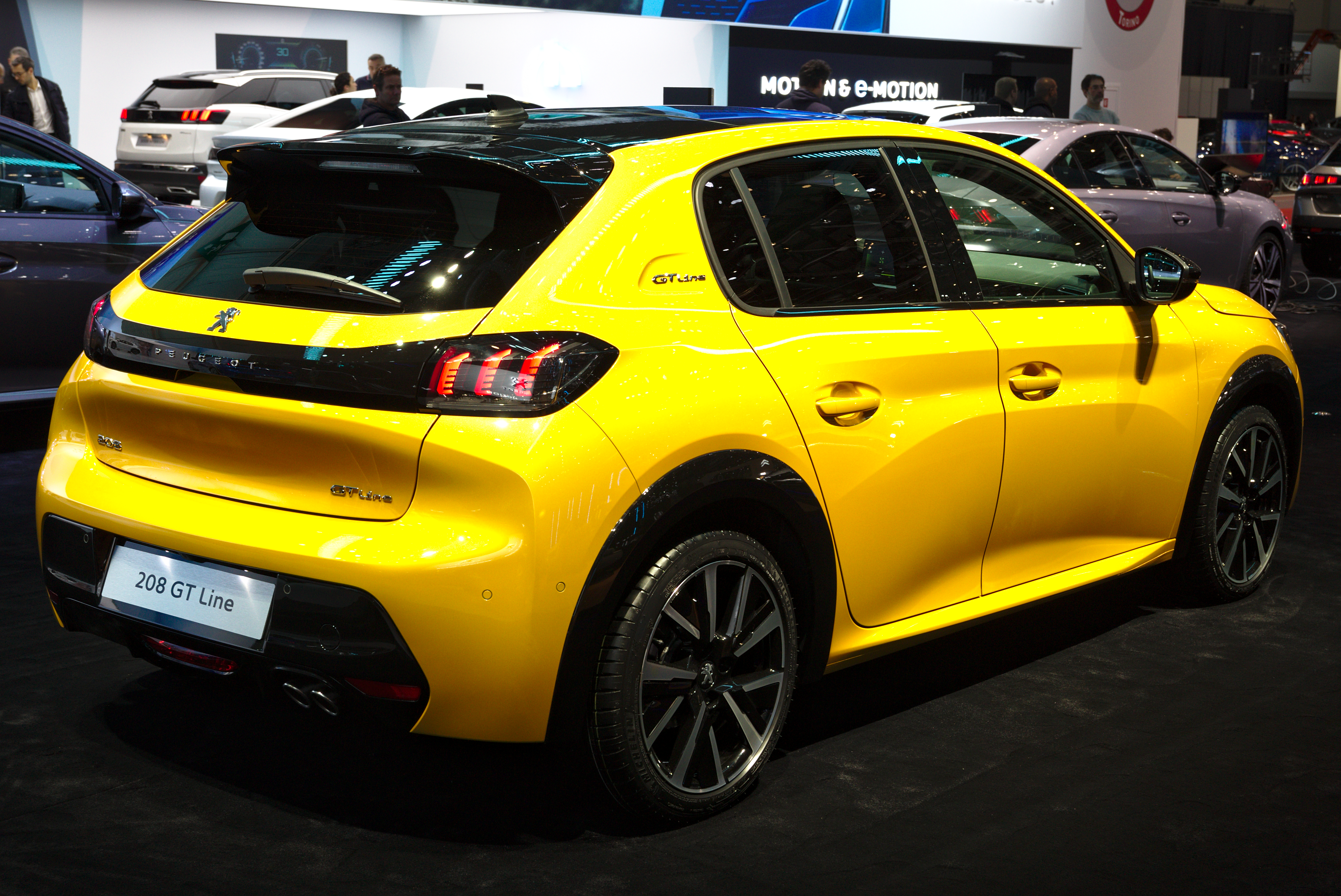
Achteraanzicht
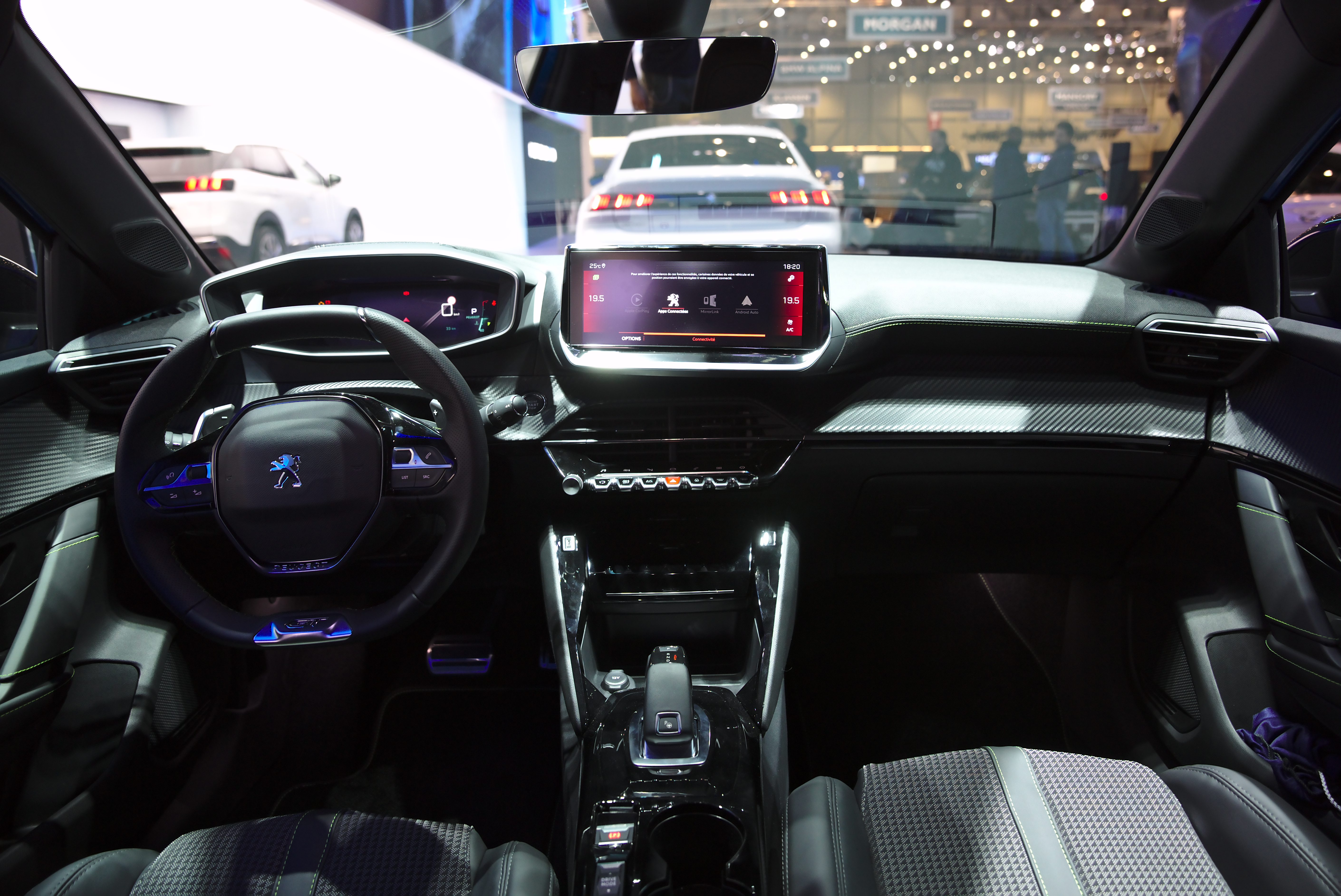
Interieur
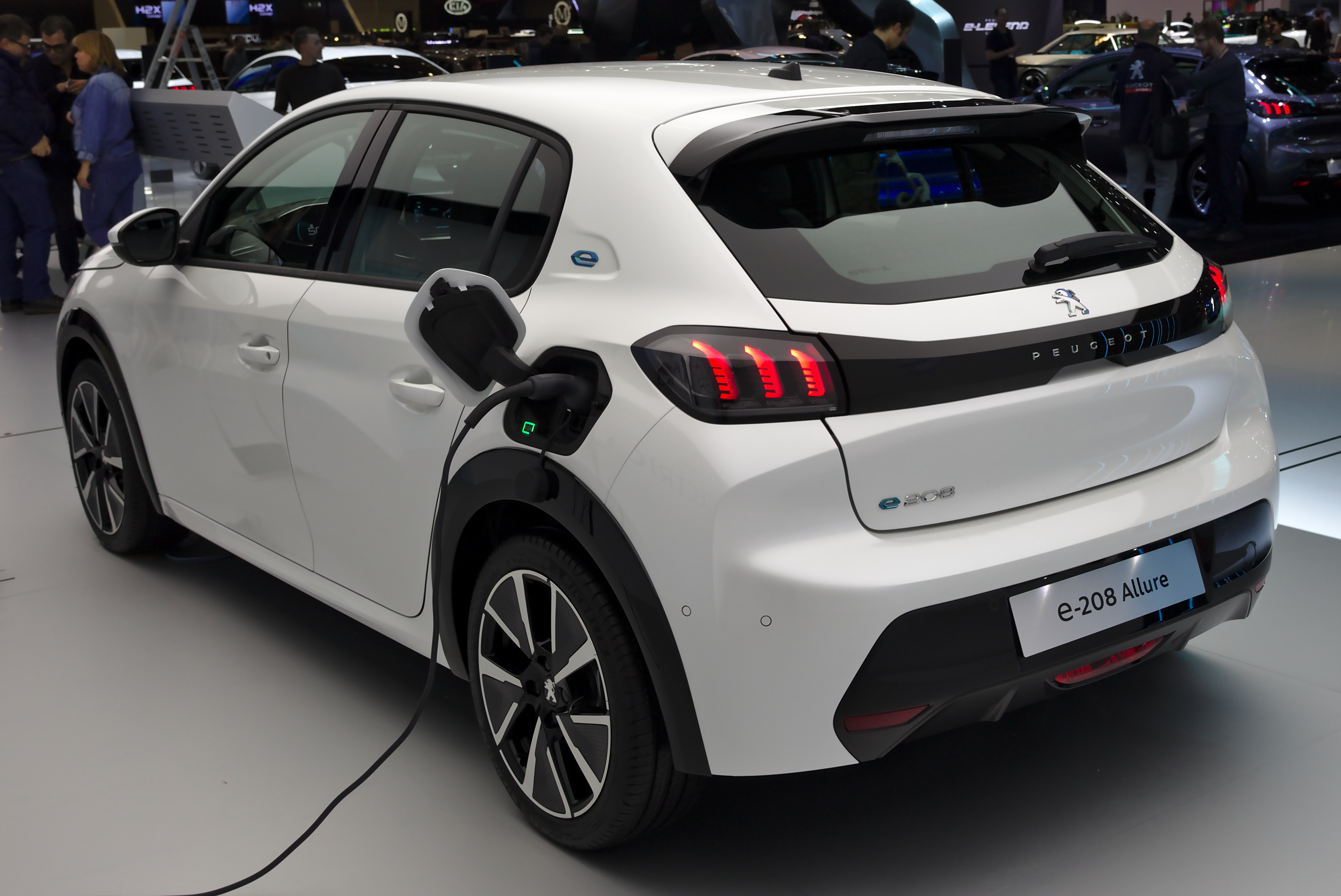
e-208

### Motoren
| Benzinemotoren        | Benzinemotoren | Benzinemotoren | Benzinemotoren         | Benzinemotoren | Benzinemotoren | Benzinemotoren         | Benzinemotoren | Benzinemotoren                 | Benzinemotoren | Benzinemotoren     | Benzinemotoren | Benzinemotoren |
| Model                 | Type motor     | Cilinderinhoud | Vermogen               | Koppel         | Topsnelheid    | Acceleratie 0–100 km/h | Uitstoot       | Versnellingsbak                | Accupakket     | Actieradius (WLTP) | Jaar           | Opmerking      |
| --------------------- | -------------- | -------------- | ---------------------- | -------------- | -------------- | ---------------------- | -------------- | ------------------------------ | -------------- | ------------------ | -------------- | -------------- |
| 1.2 PureTech 75       | I3             | 1199 cm³       | 55 kW (75pk) @5750rpm  | 118Nm @2750rpm | 174 km/h       | 13,2 s                 | 94 g/km        | 5-versnellingen handgeschakeld | -              | -                  | 2019-          |                |
| 1.2 PureTech 100      | I3 Turbo       | 1199 cm³       | 75 kW (100pk) @5500rpm | 205Nm @1750rpm | 188 km/h       | 9,9 s                  | 97 g/km        | 6-versnellingen handgeschakeld | -              | -                  | 2019-          |                |
| 1.2 PureTech 100 EAT8 | I3 Turbo       | 1199 cm³       | 75 kW (100pk) @5500rpm | 205Nm @1750rpm | 188 km/h       | 10,8 s                 | 99 g/km        | 8-traps automaat               | -              | -                  | 2019-          |                |
| 1.2 PureTech 130 EAT8 | I3 Turbo       | 1199 cm³       | 96 kW (130pk) @5500rpm | 230Nm @1750rpm | 208 km/h       | 8,7 s                  | 103 g/km       | 8-traps automaat               | -              | -                  | 2019-          |                |
| Dieselmotoren         |                |                |                        |                |                |                        |                |                                |                |                    |                |                |
| Model                 | Type motor     | Cilinderinhoud | Vermogen               | Koppel         | Topsnelheid    | Acceleratie 0–100 km/h | Uitstoot       | Versnellingsbak                | Accupakket     | Actieradius (WLTP) | Jaar           | Opmerking      |
| 1.5 BlueHDi 100       | I4 Turbo       | 1499 cm³       | 75 kW (100pk) @3500rpm | 250Nm @1750rpm | 188 km/h       | 10,2 s                 | 85 g/km        | 6-versnellingen handgeschakeld | -              | -                  | 2019-          |                |
| Elektromotoren        |                |                |                        |                |                |                        |                |                                |                |                    |                |                |
| Model                 | Type motor     | Cilinderinhoud | Vermogen               | Koppel         | Topsnelheid    | Acceleratie 0–100 km/h | Uitstoot       | Versnellingsbak                | Accupakket     | Actieradius (WLTP) | Jaar           | Opmerking      |
| e-208                 | Elektromotor   | -              | 100 kW (136pk)         | 260Nm          | 150 km/h       | 8,1 s                  | -              | Traploos                       | 50 kWh         | 340 km             | 2019-          |                |